# Stade Miguel-Grau (Piura)
 (mai 2025).
Pour les articles homonymes, voir Estadio Miguel Grau.
Le stade Miguel-Grau est le stade de football principal de la ville péruvienne de Piura. Il fut inauguré en 1958 et il avait une capacité initiale de 10 000 spectateurs.
Propriété de l'Instituto Peruano del Deporte, le stade est le lieu de résidence des matchs à domicile de l'Alianza Atlético, Atlético Grau, Sport Escudero et Sport Liberal. Maintenant sa capacité est de 26 907 places assises.

## Histoire
Il est inauguré le 8 juin 1958 à l'occasion d'un match amical opposant l'Alianza Lima à l'Universitario de Deportes (1-1).

## Événements
- Copa América 2004
- Coupe du monde de football des moins de 17 ans 2005